# Auckland University Association Football Club
L'Auckland University Association Football Club est un club néo-zélandais de football basé à Auckland. Fondé en 1903, il disparaît en 2000 à la suite de la fusion avec le Mount Wellington Association Football Club pour former l'University-Mount Wellington Association Football Club
Le club évolue de 1984 à 1986 en première division néo-zélandaise.